# أليكسي ريكوف
أليكسي إيفانوفيتش ريكوف، (1888 - 15 مارس 1938) (الروسية: Алексей Иванович Рыков) كان ثوريًا بلشفيًا روسيًا وسياسيًا ورجل دولة سوفيتي، برز بصفته رئيس وزراء روسيا والاتحاد السوفيتي من عام 1924 إلى عام 1929 ومن عام 1924 إلى عام 1930 على التوالي. كان أحد المتهمين في محاكمات جوزيف ستالين الشكلية خلال التطهير الكبير.
انضم ريكوف إلى حزب العمال الديمقراطي الاشتراكي الروسي في عام 1898. انضم إلى البلاشفة الذين قادهم فلاديمير لينين بعد انقسام الحزب إلى فئتين، بلشفية ومنشفية في عام 1903. لعب دورًا نشطًا في الثورة الروسية في عام 1905. أصبح عضوًا في مجلسي سوفييت بتروغراد وسوفييت موسكو قبل أشهر من ثورة أكتوبر في عام 1917، وانتُخب للجنة المركزية للحزب البلشفي في يوليو وأغسطس من نفس العام، خلال المؤتمر السادس للحزب البلشفي. كان ريكوف بصفته معتدلًا يدخل في صراع سياسي متكرر مع لينين والبلاشفة الأكثر راديكالية، لكنه أثبت نفوذه عندما أطاحت ثورة أكتوبر أخيرًا بالحكومة الروسية المؤقتة، وهكذا خدم في العديد من الأدوار في الحكومة الجديدة، بدءًا من أكتوبر–نوفمبر (التقويم القديم) بمنصب مفوض الشعب للشؤون الداخلية في اللائحة الأولى لمجلس مفوضي الشعب (سوفناركوم)، الذي ترأسه لينين.
أشرف ريكوف على تنفيذ سياسة «شيوعية الحرب» الاقتصادية خلال الحرب الأهلية الروسية (1918-1923)، وساعد في الإشراف على توزيع المواد الغذائية على الجيش الأحمر والبحرية السوفيتية.     
انتُخِب ريكوف إلى جانب ليف كامينيف بواسطة مجلس سوفناركوم ليشغلا منصب نائب رئيس المجلس عن لينين بعد أن اعجزته الجلطة الدماغية الثالثة في مارس عام 1923. وفي حين كان كل من ريكوف وكامينيف نائبين للينين، كان كامينيف رئيس وزراء الاتحاد السوفييتي بالوكالة.
توفي لينين بسبب إصابته بسكتة دماغية رابعة في يناير عام 1924، واختير ريكوف بواسطة مجلس مفوضي الشعب رئيسًا لوزراء كل من جمهورية روسيا الاتحادية الاشتراكية السوفيتية والاتحاد السوفيتي في فبراير، حيث خدم حتى مايو عام 1929 وديسمبر عام 1930 على التوالي. أُزيل من المكتب السياسي للحزب الشيوعي في الاتحاد السوفيتي في ديسمبر عام 1930.
شغل ريكوف منصب مفوض الشعب للاتصالات من عام 1931 إلى عام 1937 في المجلس الذي كان يرأسه سابقًا. قبض عليه مع نيكولاي بوخارين في فبراير عام 1937، في اجتماع للجنة المركزية. أدين كلاهما بالخيانة في مارس عام 1938 وأعدما.

## السيرة

### الحياة المبكرة (1881-1900)
وُلِد أليكسي إيفانوفيتش ريكوف في 25 فبراير عام 1881 في ساراتوف، روسيا. كان والداه فلاحين روسيي الإثنية من قرية كوكاركا (تقع في مقاطعة فياتكا). توفي والد أليكسي، إيفان إيليتش ريكوف، وهو مزارع قاد عمله الأسرة إلى الاستقرار في ساراتوف، توفي في عام 1889 بسبب الكوليرا أثناء عمله في مرو الشاهجان. لم تتمكن زوجة أبيه الأرملة من رعايته، لذلك اعتنت به أخته الكبرى، كلافديا إيفانوفنا ريكوفا، وهي موظفة في سكة حديد ريازان-أورالسك. بدأ عامه الأول في المدرسة الإعدادية في عام 1892 في ساراتوف. كان طالبًا متميزًا، إذ بدأ المدرسة الثانوية في سن 13 عامًا. تفوق في الرياضيات والفيزياء والعلوم الطبيعية. توقف ريكوف عن حضور الكنيسة والاعتراف في سن 15 عامًا، وتخلى عن إيمانه. تخرج من المدرسة الثانوية في عام 1900 والتحق بجامعة قازان لدراسة الحقوق، التي لم يكملها.

### النشاط السياسي قبل الثورة (1898-1917)
انضم ريكوف إلى حزب العمال الديمقراطي الاشتراكي الروسي (RSDLP) في عام 1898 ودعم فئته البلشفية عندما انقسم الحزب إلى بلاشفة ومنشفيك في مؤتمره الثاني في عام 1903. عمل بصفة عميل بلشفي في موسكو وسانت بطرسبرغ، ولعب دورًا نشطًا في الثورة الروسية في عام 1905. انتخب عضوًا في اللجنة المركزية للحزب في مؤتمره الثالث (الذي قاطعه المنشفيك) في لندن عام 1905 ومؤتمره الرابع في ستوكهولم في عام 1906. انتخب عضوًا مرشحًا (غير مصوت) في اللجنة المركزية في المؤتمر الخامس في لندن.    
صوت ريكوف لصالح طرد ألكسندر بوجدانوف في المؤتمر المصغر الذي عقد في باريس في يونيو 1909. إذ كان ريكوف في البداية مؤيدًا لزعيم البلاشفة فلاديمير لينين في صراعه مع ألكسندر بوجدانوف على قيادة الفصيل البلشفي في الفترة (1908-1909). أمضى ريكوف الفترة (1910-1911) منفيًا في فرنسا، وفي عام 1912 أعرب عن استيائه من اقتراح لينين بأن يصبح البلاشفة حزبًا مستقلًا. انتهى النزاع بنفي ريكوف إلى سيبيريا بسبب نشاطه الثوري.

### الثورة والحرب الأهلية (1917-1920)
عاد ريكوف من سيبيريا بعد ثورة فبراير عام 1917 وانضم مجددًا إلى البلاشفة، مع أنه ظل متشككًا في ميولهم الأكثر راديكالية. أصبح عضوًا في مجلسي سوفييت بتروغراد وسوفييت موسكو. انتُخب للجنة المركزية في المؤتمر السادس للحزب البلشفي في يوليو وأغسطس عام 1917. كان عضوًا في اللجنة العسكرية الثورية في موسكو في أثناء ثورة أكتوبر عام 1917.
عُيِّن ريكوف بمنصب مفوض الشعب للشؤون الداخلية بعد الثورة. هددت اللجنة التنفيذية لاتحاد عمال السكك الحديدية الوطني، فيكزهيل، في التاسع والعشرين من أكتوبر عام 1917 (وفقًا للتقويم القديم)، مباشرة بعد استيلاء البلاشفة على السلطة، بإضراب وطني ما لم يتقاسم البلاشفة السلطة مع الأحزاب الاشتراكية الأخرى ويستبعدوا لينين وليون تروتسكي من الحكومة. وزعم جريجوري زينوفايف وليف كامينيف وحلفاؤهما في اللجنة المركزية البلشفية أن البلاشفة لم يكن لديهم خيار سوى بدء المفاوضات لأن إضراب السكك الحديدية من شأنه أن يشل قدرة حكومتهم على محاربة القوات التي لا تزال موالية للحكومة المؤقتة البائدة. ومع أن زينوفييف وكامينيف وريكوف حظيا لفترة وجيزة بدعم أغلبية اللجنة المركزية وبدأت المفاوضات، إلا أن الانهيار السريع للقوى المناهضة للبلاشفة خارج بتروغراد سمح للينين وتروتسكي بإقناع اللجنة المركزية بالتخلي عن عملية التفاوض. استقال ريكوف وزينوفييف وكامينيف وفلاديمير ميليوتين وفيكتور نوجين من اللجنة المركزية والحكومة ردًا على ذلك في السابع عشر من نوفمبر عام 1917.
عُيِّن ريكوف رئيسًا للمجلس الأعلى للاقتصاد الوطني في الثالث من أبريل عام 1918، وخدم بهذا المنصب طوال الحرب الأهلية الروسية. أصبح أيضًا عضوًا في المجلس العسكري الثوري المعاد تنظيمه في الخامس من يوليو عام 1919، حيث بقي حتى أكتوبر عام 1919. كان أيضًا ممثلًا خاصًا لمجلس العمل والدفاع لإمدادات الغذاء للجيش الأحمر والبحرية من يوليو عام 1919 وحتى أغسطس عام 1921. انتُخب ريكوف في لجنة الحزب الشيوعي المركزية في الخامس من أبريل عام 1920 بعد المؤتمر التاسع للحزب وأصبح عضوًا في أورغبورو، حيث بقي حتى الثالث والعشرين من مايو عام 1924.   

### ما بعد الحرب الأهلية والصعود إلى القيادة (1920-1927)
ما إن انتصر البلاشفة في الحرب الأهلية حتى استقال ريكوف من منصبه في المجلس الأعلى للاقتصاد الوطني في الثامن والعشرين من مايو عام 1921. عُيّن نائبًا لرئيس مجلس العمل والدفاع في جمهورية روسيا الاتحادية الاشتراكية السوفيتية في السادس والعشرين من مايو عام 1921، تحت قيادة لينين. مع تهميش لينين بشكل متزايد بسبب سوء حالته الصحية، أصبح ريكوف نائبه في سوفناركوم (مجلس مفوضي الشعب) في التاسع والعشرين من ديسمبر. انضم ريكوف إلى المكتب السياسي الحاكم في الثالث من أبريل 1922، بعد المؤتمر الحادي عشر للحزب. أدت إعادة تنظيم الحكومة على أثر تشكيل الاتحاد السوفيتي في ديسمبر عام 1922 إلى تعيين ريكوف رئيسًا للمجلس الأعلى للاقتصاد الوطني في الاتحاد السوفيتي ونائبًا لرئيس مجلس مفوضي الشعب في الاتحاد السوفيتي في السادس من يوليو عام 1923.
تخلى ريكوف عن منصب رئيس المجلس الأعلى للاقتصاد الوطني في الاتحاد السوفيتي بعد وفاة لينين في الواحد والعشرين من يناير عام 1924، وأصبح رئيسًا لمجلس مفوضي الشعب في الاتحاد السوفيتي، وفي الوقت نفسه، رئيسًا لمجلس سوفناركوم في جمهورية روسيا الاتحادية الاشتراكية السوفيتية، في الثاني من فبراير عام 1924.
وفقًا للمؤرخ البولندي ماريان كاميل دزيفانوفسكي، وضِع ريكوف في منصب رئيس الاتحاد السوفيتي بسبب الدعم من ستالين ليكون هذا جزءا من جهد أوسع لبناء تحالف في المكتب السياسي. زعم دزيفانوفسكي أن تروتسكي وليس ريكوف كان ليكون الخلف المتوقع للينين لو قبل منصب نائب الرئيس.     
قاد ريكوف الجناح المعتدل في الحزب الشيوعي إلى جانب نيكولاي بوخارين وميخائيل تومسكي في عشرينيات القرن العشرين، وروج لاستعادة جزئية لاقتصاد السوق في ظل سياسات السياسة الاقتصادية الجديدة (NEP). دعم المعتدلون جوزيف ستالين وغريغوري زينوفييف وليف كامينيف ضد ليون تروتسكي والمعارضة اليسارية في فترة 1924–1923. بعد هزيمة تروتسكي وخصام ستالين مع زينوفييف وكامينيف في عام 1925، دعم ريكوف وبوخارين وتومسكي ستالين ضد المعارضة المتحدة لتروتسكي وزينوفييف وكامينيف في فترة 1927–1926. فقد كامينيف منصب رئيس مجلس العمل والدفاع السوفيتي - والذي كان قد تولى منصبه من لينين بعد وفاته - بعد أن أعرب عن معارضته ستالين في مؤتمر الحزب الرابع عشر في ديسمبر عام 1925، وحل محله ريكوف في التاسع عشر من يناير عام 1926.
تحت قيادته، فرضت ضرائب باهظة على الفودكا، وأصبحت تُعرف باسم «ريكوفكا». زعم بعض خصومه السياسيين أنه كان مداومًا على شرب الخمر، لكنه في الواقع كان ممتنعًا عنه.

### صعود ستالين وزواله (1927-1938)
شهدت رئاسة ريكوف للوزراء تغيرًا بليغًا في بنية السلطة في الاتحاد السوفيتي. كان دور الحزب الشيوعي ـ الذي قاده ستالين بشكل غير رسمي، والذي كان يتحكم في عضوية الحزب بصفته الأمين العام ـ ينتزع سلطات متزايدة من الهياكل الحكومية الشرعية من عام 1924 إلى عام 1930. ومع عدم امكانية تحديد تاريخ دقيق لصعود ستالين إلى السلطة، هُزِمَت المعارضة المتحدة ـ التي كانت تتألف من كامينيف وزينوفييف وتروتسكي ـ وطُرِدَ أتباعها من الحزب بحلول ديسمبر عام 1927. وبعد هزيمة المعارضة المتحدة، تبنى ستالين سياسات أكثر راديكالية ودخل في صراع مع الجناح المعتدل من الحزب. كانت الفئتان تتنافران وراء الستار طوال عام 1928. بلغ الصراع ذروته في فبراير-أبريل عام 1929 وهُزم المعتدلون، الذين أطلق عليهم اسم المعارضة اليمينية أو «اليمينيين»، وأُجبروا على «الاعتراف بأخطائهم» في نوفمبر عام 1929. وخسر ريكوف منصب رئيس وزراء جمهورية روسيا الاتحادية الاشتراكية السوفيتية لصالح سيرجي سيرتسوف في الثامن عشر من مايو عام 1929، لكنه احتفظ بمنصبيه الآخرين. حل فياتشيسلاف مولوتوف محله رئيسًا لوزراء الاتحاد السوفيتي ورئيسا لمجلس العمل والدفاع في التاسع عشر من ديسمبر عام 1930، بعد الاعتراف بدفعة أخرى من «الأخطاء». طُرد ريكوف من المكتب السياسي بعدها بيومين، آخذًا معه أي فرصة للتقدم السياسي.
عُيِّن ريكوف مفوضًا شعبيًا للبريد والتلغراف في الثلاثين من مايو عام 1931، وهو المنصب الذي استمر في شغله بعد إعادة تنظيم المفوضية لتصبح مفوضية الشعب للاتصالات في الاتحاد السوفيتي في يناير عام 1932. خُفضت رتبته إلى عضو مرشح (غير مصوت) في اللجنة المركزية للحزب في العاشر من فبراير عام 1934. فقد ريكوف منصب المفوض الشعبي للاتصالات في السادس والعشرين من سبتمبر عام 1936، على أثر الاتهامات التي وجهت في أول محاكمة شكلية في موسكو ضد كامينيف وزينوفييف، وانتحار تومسكي، لكنه احتفظ بعضويته في اللجنة المركزية.

## المحاكمة والموت
توقعًا للأسوأ، كاد ريكوف يحذو حذو صديقه المقرب ميخائيل تومسكي ويستبق الاعتقال بالانتحار، إلا أن عائلته أقنعته بغير ذلك. مع تكثيف التطهير الكبير لستالين في أوائل عام 1937، طُرد ريكوف وبوخارين من الحزب الشيوعي واعتقلا في اجتماع فبراير-مارس عام 1937 للجنة المركزية في السابع والعشرين من فبراير. أدين ريكوف وبوخارين ونيكولاي كريستينسكي وكريستيان راكوفسكي وغينريغ ياغودا وستة عشر مسؤولًا سوفيتيًا آخرين بالخيانة (بالتآمر مع تروتسكي ضد ستالين) في محاكمة الواحد والعشرين في الثالث عشر من مارس عام 1938، وحكم الكوليجيوم العسكري عليهم بالإعدام. كتب ريكوف رسالة إلى الكوليجيوم يطلب فيها منحه العفو لكنه فشل في حملهم على نقض القرار. أُعدم معظمهم في الخامس عشر من مارس. أُعدم راكوفسكي في عام 1941.

## وصلات خارجية
- أليكسي ريكوف على موقع الموسوعة البريطانية (الإنجليزية)
- السيرته الذاتية
- قياديي الاتحاد السوفيتي

| سبقه فلاديمير لينين | رئيس الاتحاد السوفيتي اليكسي ريكوف من 2 فبراير 1924 إلى 19 دجنبر 1930 | تبعه فياتشيسلاف ميخائيلوفيتش مولوتوف |